# Prix Kalmia
Le Prix Kalmia est une course hippique de trot attelé se déroulant au mois de mai sur l'hippodrome de Vincennes.
C'est une course de Groupe II réservée aux poulains de 3 ans, hongres exclus, ayant gagné au moins 8 500 € (conditions en 2025).
Elle se court sur la distance de 2 175 mètres (grande piste), départ volté (sur 2 700 mètres de 2017 à 2021). L'allocation s'élève à 120 000 €, dont 54 000 € pour le vainqueur.
Son équivalent pour les femelles est le Prix Ozo disputé le même jour. Avant la création de celle-ci en 1992, le Prix Kalmia était également ouvert aux femelles.
L'épreuve honore l'étalon trotteur Kalmia, né en 1888, un petit-fils de Lavater qui engendra notamment les champions Dakota et Fred Leyburn. Elle est créée dans les conditions actuelles en 1921, prenant dans le calendrier la place du Prix Abel Bassigny, aux mêmes conditions, alors déplacé en décembre. Une course à ce nom de moindre importance existait auparavant et était courue au trot monté.

## Palmarès depuis 1958
| Année | Vainqueur          | Père               | Driver                  | Entraîneur              | Temps  |
| ----- | ------------------ | ------------------ | ----------------------- | ----------------------- | ------ |
| 2025  | Mat Manathis       | Booster Winner     | Jean-Michel Bazire      | Alexis Prat             | 1'12"5 |
| 2024  | Lucky Jackson      | Ready Cash         | Jean-Michel Bazire      | Jean-Michel Bazire      | 1'12"8 |
| 2023  | King Opéra         | Ready Cash         | William Bigeon          | William Bigeon          | 1'12"1 |
| 2022  | Jakartas des Prés  | Scipion du Goutier | Éric Raffin             | Maxime Bézier           | 1'11"5 |
| 2021  | Impressionist      | Ready Cash         | Éric Raffin             | Louis Baudron           | 1'13"6 |
| 2020  | Helgafell          | Charly du Noyer    | Éric Raffin             | Philippe Allaire        | 1'13"8 |
| 2019  | Gotland            | Ready Cash         | Éric Raffin             | Philippe Allaire        | 1'14"6 |
| 2018  | Flocki d'Aurcy     | Ready Cash         | Yoann Lebourgeois       | Philippe Allaire        | 1'17"6 |
| 2017  | Écu Pierji         | Tucson             | Mathieu Mottier         | Sébastien Guarato       | 1'15"1 |
| 2016  | Django Riff        | Ready Cash         | Yoann Lebourgeois       | Philippe Allaire        | 1'13"5 |
| 2015  | Captain Crazy      | Quaro              | Tony Le Beller          | Fabrice Souloy          | 1'12"7 |
| 2014  | Brillantissime     | Ready Cash         | Jos Verbeeck            | Philippe Allaire        | 1'13"  |
| 2013  | Aldo des Champs    | Prince d'Espace    | Matthieu Abrivard       | Matthieu Abrivard       | 1'13"2 |
| 2012  | Volcan d'Urzy      | Password           | Jean-Philippe Dubois    | Philippe Moulin         | 1'14"  |
| 2011  | Uncaring           | Nice Love          | Jean-Michel Bazire      | Sébastien Guarato       | 1'12"5 |
| 2010  | Tucson             | Coktail Jet        | Jos Verbeeck            | Philippe Allaire        | 1'13"4 |
| 2009  | So Lovely Girl     | Kaisy Dream        | Christophe Martens      | Fabrice Souloy          | 1'14"1 |
| 2008  | Ready Cash         | Indy de Vive       | Bernard Piton           | Philippe Allaire        | 1'14"4 |
| 2007  | Quick de la Loge   | Tarass Boulba      | Pierre Levesque         | Laurent-Claude Abrivard | 1'13"7 |
| 2006  | Password           | Goetmals Wood      | Jean-Philippe Dubois    | Jean-Philippe Dubois    | 1'14"3 |
| 2005  | Offshore Dream     | Rêve d'Udon        | Jean-Philippe Borodajko | Jean-Philippe Borodajko | 1'16"5 |
| 2004  | Ni Ho Ped d'Ombrée | Bassano            | Michel Lenoir           | Jean-Raoul Deshayes     | 1'14"7 |
| 2003  | Mon Bellouet       | Hello Jo           | Jean-Michel Bazire      | Fabrice Souloy          | 1'15"7 |
| 2002  | Love You           | Coktail Jet        | Jean-Pierre Dubois      | Jean-Pierre Dubois      | 1'14"9 |
| 2001  | Kaisy Dream        | Extrême Dream      | Jean-Pierre Dubois      | Jean-Pierre Dubois      | 1'14"6 |
| 2000  | Juliano Star       | Buvetier d'Aunou   | Jean-Pierre Dubois      | Jean-Pierre Dubois      | 1'15"  |
| 1999  | Ildo de Fleurac    | Tachy de la Creuse | Alain Laurent           | Jean-Claude Martel      | 1'16"  |
| 1998  | Hello Jo           | Buvetier d'Aunou   | Jean-Étienne Dubois     | Jean-Étienne Dubois     | 1'15"7 |
| 1997  | Gavroche Perrine   | Ténor de Baune     | Jean-Baptiste Bossuet   | Jean-Baptiste Bossuet   | 1'16"1 |
| 1996  | Fripon Rose        | Tipouf             | Philippe Placet         | Philippe Placet         | 1'17"1 |
| 1995  | Esotico Star       | Tarass Boulba      | Jean-Pierre Dubois      | Jean-Pierre Dubois      | 1'19"9 |
| 1994  | Dahir de Prélong   | Fakir du Vivier    | Bertrand Lefèvre        | Bertrand Lefèvre        | 1'15"7 |
| 1993  | Casino des Sports  | Rainbow Runner     | Christophe Chalon       | Guy-Maurice Dreux       | 1'20"4 |
| 1992  | Bon Conseil        | Passionnant        | Jean-Pierre Dubois      | Jean-Pierre Dubois      | 1'17"7 |
| 1991  | Autour d'Aunou     | Speedy Somolli     | Jean-Étienne Dubois     | Jean-Étienne Dubois     | 1'18"3 |
| 1990  | Virstly Gédé       | Firstly            | Ulf Nordin              | Ulf Nordin              | 1'16"8 |
| 1989  | Une de Rio         | Florestan          | Jean-Pierre Dubois      | Jean-Pierre Dubois      | 1'16"5 |
| 1988  | Tonnerre d'Amour   | Florestan          | Ulf Nordin              | Ulf Nordin              | 1'16"9 |
| 1987  | Sonia Williams     | Jet du Vivier      | Abraham Hubertus Post   | Jan Kruithof            | 1'17"1 |
| 1986  | Radjah de Talonay  | Seddouk            | Jean-Pierre Dubois      | Jean-Pierre Dubois      | 1'18"8 |
| 1985  | Quarisso           | Fakir du Vivier    | Michel-Marcel Gougeon   | Jean-Lou Peupion        | 1'18"6 |
| 1984  | Pontcaral          | Chambon P          | Ali Hawas               | Ali Hawas               | 1'17"9 |
| 1983  | Ourasi             | Greyhound          | Jean-René Gougeon       | Raoul Ostheimer         | 1'17"6 |
| 1982  | Nans le Berger     | Oberon             | Alain Roussel           | Alain Roussel           | 1'19"9 |
| 1981  | Major de Brion     | Mitsouko           | Michel-Marcel Gougeon   | Michel-Marcel Gougeon   | 1'18"7 |
| 1980  | Lançon             | Toledo II          | Jacques-Maurice Riaud   | Jacques-Maurice Riaud   | 1'18"9 |
| 1979  | King Black         | Aigle Noir         | Gérard Mottier          | Gérard Mottier          | 1'19"2 |
| 1978  | Joyeux de Gournay  | Paléo              | Louis Boulard           | Louis Boulard           | 1'22"5 |
| 1977  | Indiscret d'Ax     | Kubler L           | Jean-René Gougeon       | Aimé Chazelle           | 1'20"1 |
| 1976  | Haut Sauternes     | Uti Rogas II       | L. Chesneau             |                         |        |
| 1975  | Géda Grandchamp    | Tivaty Pelo        | Jean-René Gougeon       |                         | 1'20"5 |
| 1974  | Franc Quito        | Quito              | Gérard Mascle           |                         | 1'22"3 |
| 1973  | Euridix Royal      | Twist B II         | Johannes Frömming (de)  |                         | 1'20"6 |
| 1972  | Discret Amour      | Reder Kerveyer     | Léopold Verroken        |                         | 1'21"1 |
| 1971  | Canino             | Patara             | Michel-Marcel Gougeon   |                         | 1'19"9 |
| 1970  | Bonson             | Jokai              | Paul Delanoë            |                         | 1'20"6 |
| 1969  | Alexis III         | Narioca            | André-Denis Ollivaud    |                         |        |
| 1968  | Verdict            |                    | Roman Krüger            |                         | 1'20"2 |
| 1967  | Ulysse Mab         | Ferrante M         | Jean-René Gougeon       |                         | 1'21"6 |
| 1966  | Thérain H          |                    | Gérard Mascle           |                         | 1'23"3 |
| 1965  | Sirène P           | L'Élope            | Stefan Jeziorski        |                         | 1'22"6 |
| 1964  | Ranishka           | Tigre Royal        | Michel-Marcel Gougeon   |                         | 1'21"1 |
| 1963  | Quilium            | Jocelyn II         | Jacques Vandromme       |                         |        |
| 1962  | Pluvier III        | Hermès D           | Gerhard Krüger          |                         | 1'20"9 |
| 1961  | Okapi C            | Feu Follet X       | René Goullier           |                         | 1'21"1 |
| 1960  | Natick II          |                    | Marcel Perlbarg         |                         | 1'21"6 |
| 1959  | Mascaret           |                    | René Gayet              |                         | 1'23"8 |
| 1958  | Luth Grandchamp    | Ogaden             | Charley Mills           |                         | 1'21"6 |

## Sources
- Pour les conditions de course et les dernières années du palmarès : site de la SETF
- Pour les courses plus anciennes : archives des quotidiens  (Ouest-France, Sud-Ouest…)